# Tchatkalophantes hyperauritus
Tchatkalophantes hyperauritus is een spinnensoort in de taxonomische indeling van de hangmatspinnen (Linyphiidae).
Het dier behoort tot het geslacht Tchatkalophantes. De wetenschappelijke naam van de soort werd voor het eerst geldig gepubliceerd in 1965 door Loksa.